# Avelina Valladares
Avelina Valladares Núñez (Vilancosta, La Estrada, 23 de octubre de 1825 - 17 de marzo de 1902) fue una escritora española, y una de las primeras mujeres que publicó artículos de opinión en prensa escrita, y empleó el gallego como lengua de algunos de sus poemas. Es hermana del también escritor Marcial Valladares.

## Trayectoria
Hija de José Dionisio Valladares Gómez, con una considerable formación académica debido a su ascendencia fidalga, Avelina Valladares dedicó parte de su vida al cuidado de los demás (siempre desde sus hondas convicciones religiosas), participando en la Junta Parroquial de Beneficencia de su parroquia, Berres. En los períodos comprendidos entre 1840 y 1850, y 1864 y 1879, dedicó la mayor parte de su tiempo a la escritura, realizando durante esos años la mayor parte de su obra literaria.
Como poeta afincada en su tiempo, sus composiciones tratan temas religiosos, amicales o de costumbres. No obstante, lo que más llama la atención dentro de su producción literaria, son los artículos conservados, ya que abordan cuestiones prácticas como los cultivos, hacen denuncia social (Él ochavo milagroso critica algunas supersticiones populares) o se dirigen a la autoridad (en este caso eclesiástica) para hacer peticiones de interés general. Es también digno de destacar su Diálogo entre un peregrino que se dirige a Compostela y un labriego, obra bilingüe con claras características proclives a la dramatización (hoy existe una versión teatral hecha por Xosé Lueiro Lemos).
En su memoria se creó el Premio de poesía Avelina Valladares, convocado por el ayuntamiento de La Estrada.